# 季允石
季允石（1945年9月26日—），男，汉族，江苏海门人，中华人民共和国政治人物。山东大学物理系物理专业大学本科毕业。

## 生平
季允石是“文革”时期的大学生，1969年8月大学毕业。1969年9月参加工作于1970年9月被分配到苏州市“西山煤矿”劳动锻炼。1971年4月后，他历任“苏州轻工电机厂”工人、车间主任、科长，副厂长、厂长。1975年8月加入中国共产党。1980年7月，懂技术、有学历的季允石被提拔为苏州市第二轻工业局副局长、党委副书记；时年35岁。不久，他就升任局长。
在经历两年共青团江苏省委负责人的工作后，1984年7月，季允石出任中国共产党连云港市委书记。1989年6月，升任江苏省副省长。1994年1月晋升为中共江苏省委常委、常务副省长。1998年9月，出任江苏省人民政府代理省长。1999年2月，正式当选省长。2002年12月，季允石被调往河北，出任河北省代理省长；并于2003年1月，当选河北省人民政府省长。2006年10月，出任人事部副部长、兼任国家外国专家局局长。2011年2月10日，被免去人力资源和社会保障部副部長，黨組成員，国家外国专家局局長，黨組書記職務。2013年3月任全国政协第十二届全国委员会社会和法制委员会副主任。
中国共产党第十五届中央候补委员，十六届中央委员，第十一届、第十二届全国政协常委。